# INTA-255
INTA-255 était la première fusée-sonde espagnole développée par l'Institut national de technique aérospatiale, avec l'aide de la société britannique British Aerojet, entre 1966 et 1969. 

## Description
Elle utilisait 4 petites fusées Chick utilisées comme accélérateurs, qui entouraient une fusée Goose II. Lors du lancement, effectué le long d'un rail de 8 mètres de haut, toutes les fusées sont mises à feu simultanément. La combustion des Chick dure 0,2 s, tandis que Goose II prend 17 secondes pour épuiser son combustible solide.
L'INTA-255 était capable de soulever une charge de 15 kg à 150 km de hauteur et pouvait atteindre une vitesse maximale de Mach 6.4,,.

## Historique des lancements
Trois INTA-255 ont été lancées, tous à partir de la base El Arenosillo, toutes avec succès. La première, un modèle pour tester les fusées accélératrices Chick, a été lancée le 19 juillet 1969 ; la seconde, un prototype, le 20 décembre 1969 ; et la troisième et dernière, le deuxième prototype, le 22 décembre 1970. L'INTA-255 a servi de base au développement de l'INTA-300, plus ambitieuse.
| Site de lancement | Date       | Code         | Objectif        | Résultat |
| ----------------- | ---------- | ------------ | --------------- | -------- |
| El Arenosillo     | 19/07/1969 | INTA MI-6901 | Test du lanceur | Succès   |
| El Arenosillo     | 20/12/1969 | INTA I-6901  |                 | Succès   |
| El Arenosillo     | 12/12/1970 | INTA I-7001  |                 | Succès   |